# 罗罗斯宣慰司
罗罗斯宣慰司，又称罗罗斯宣慰司兼管军民万户府，元朝在今四川设立的机构，在云南等处行中书省之下，路、州之上。
曲靖宣慰使是从二品，治所在建昌路（治今四川省西昌市），属云南等处行中书省。分管建昌路（下辖建安州、永宁州、泸州、礼州、阔州、隆州、姜州、中州、里州、宝安州、邛部州）、德昌路（治今四川省德昌县、下辖威龙州）、会川路（治今四川省会理县、下辖武安州、黎溪州、永昌州、会理州、麻龙州）、定昌路（下辖昌州、普济州）、德平路（治今四川省盐源县，下辖德州、金州、闰盐州、普乐州）等五路军民政务。辖境相当今四川省凉山彝族自治州。设置宣慰使三人，同知、副使各一人。宣慰使为蒙古贵族，副使一下官员由当地少数民族首领担任。 